# Palazinges
Palazinges – miejscowość i gmina we Francji, w regionie Nowa Akwitania, w departamencie Corrèze.
Według danych na rok 1990 gminę zamieszkiwało 115 osób, a gęstość zaludnienia wynosiła 22 osoby/km² (wśród 747 gmin Limousin Palazinges plasuje się na 499. miejscu pod względem liczby ludności, natomiast pod względem powierzchni na miejscu 641.).